# Бернардо Сото Альфаро
Рамон Бернардо Сото Альфаро (ісп. Ramón Bernardo Soto Alfaro; 12 лютого 1854 — 28 січня 1931) — костариканський політик, дванадцятий президент Коста-Рики.

## Біографія

### Ранні роки
Походив з двох наймогутніших родин міста Алахуели, які володіли місцевими землями та керували торгівлею ще з колоніальних часів. До 1860-х років Сото й Альфаро об'єднались як головні олігархічні клани в костариканській кавовій галузі. Батьками Бернардо були заможний політик і генерал Аполінар де Хесус Сото Кесада й дочка плантатора Хоакіна Альфаро Муньйос.
Здобував початкову освіту в Алахуелі, потім навчався в середній школі в Сан-Хосе, де 1871 року виборов ступінь бакалавра наук і мистецтв. У 23-річному віці він закінчив юридичний факультет Університету Санто-Томас. За часів навчання у виші виступав проти режиму президента Томаса Ґвардії Ґутьєрреса, за що 1875 року потрапив до в'язниці.
1885 року Сото одружився з Пасифікою Фернандес Ґвардія, дочкою президента Просперо Фернандеса Ореамуно, яка наступного року народила сина Максиміліано.
У 1881 та 1882 роках Сото подорожував Європою, зокрема він відвідав Англію, Францію, Італію та Іспанію. Там він зміцнився у своїх ліберальних ідеях та в євроцентричному баченні прогресу. Він став однією з головних постатей так званого покоління «Олімпо» — групи молодих лібералів, які зайняли важливі політичні посади в адміністрації Просперо Фернандеса Ореамуно, а дехто з них став у подальшому президентом Коста-Рики (власне сам Бернардо Сото, Ассенсьйон Есківель Ібарра, Клето Гонсалес Вікес і Рікардо Хіменес Ореамуно).

### Початок політичної кар'єри
1881 року Бернардо Сото став губернатором Алахуели, втім за кілька місяців вийшов у відставку заради своєї тривалої поїздки до Європи. Після повернення на батьківщину 9 травня 1882 року знову був призначений на посаду губернатора Алахуели. У той період місто мало значний політичний вплив, оскільки тогочасний диктатор, генерал Томас Гвардія, серйозно захворів і вирішив провести останні місяці свого життя у власному будинку в Алахуелі, звідти ж він займався державними справами. Ґвардія помер в Алахуелі 6 липня 1882 року, а Бернардо Сото відіграв важливу роль в організації поховання диктатора.
Після нетривалого врядування тимчасового президента Сатурніно Лісано Ґутьєрреса 10 серпня 1883 року до влади прийшов зять Ґвардії генерал Просперо Фернандес Ореамуно, старий друг родини Сото. Президент Фернандес призначив Бернардо Сото міністром внутрішніх справ і поліції.
Потім, у жовтні того ж року, кабінет було реорганізовано, й Бернардо отримав портфель міністра фінансів і торгівлі, а також був призначений на посаду першого заступника президента. У січні 1884 року в уряді відбулись докорінні зміни, та було прийнято рішення передати всі міністерські портфелі тільки двом особам: посади міністрів фінансів, торгівлі, війни, флоту та поліції віддали Сото, який одночасно отримав звання дивізійного генерала; посади міністрів закордонних справ, юстиції й охорони здоров'я віддали Хосе Марії Кастро Мадрісу (колишньому президенту та зятю президента Фернандеса).
На міністерській посаді Бернардо Сото брав важливу участь в електрифікації вуличного освітлення в Сан-Хосе 1884 року. Він також підписав неоднозначний договір Сото-Кіта 21 квітня 1884 року, відповідно до якого Майнор Купер Кіт був нагороджений 333 333 гектарами землі на Карибських рівнинах і правом експлуатації залізниці вздовж Атлантичного узбережжя на 99 років в обмін на перегляд величезного зовнішнього боргу, що його країна мала перед британськими банкірами, а також на допомогу в завершенні будівництва Атлантичної залізниці.
Того ж року Сото підписав договір Сото-Ортуньйо, відповідно до якого уряд Коста-Рики надав Банку Коста-Рики монополію на випуск паперових грошей у країні в обмін на надання державі позики в розмірі $250 000.
Бернардо Сото також відіграв важливу роль у розробці нового Цивільного кодексу й пакету ліберальних законів 1884 року, відповідно до яких було конфісковано кладовища, що належали католицькій церкві, заборонено релігійні ордени, встановлено цивільний шлюб і розлучення, а єзуїтів Коста-Рики вигнали з країни.

### Тимчасовий президент

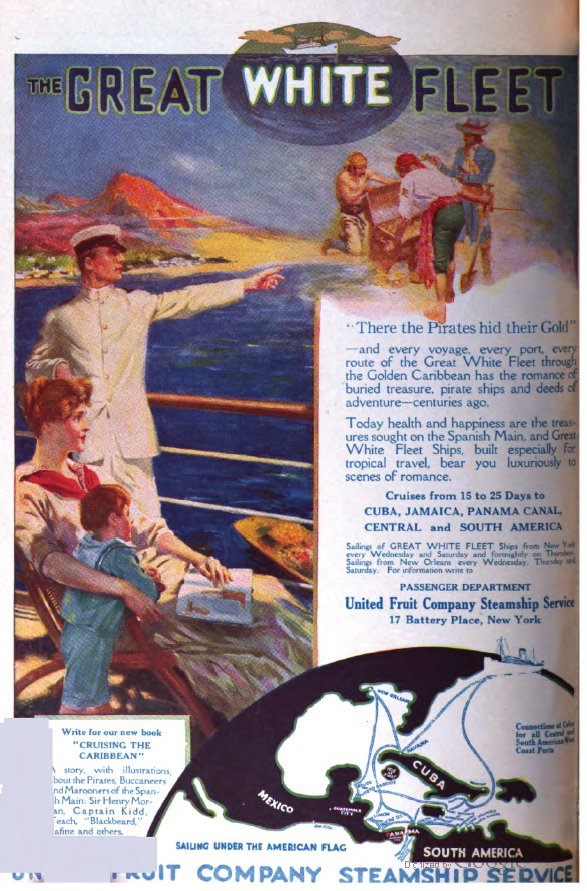
Реклама корпорації United Fruit Company, що розташувала в Коста-Риці великі бананові плантації

12 березня 1885 року помер президент Фернандес, і Сото став тимчасовим президентом Республіки до 1886 року.
На той час Коста-Рика перебувала в альянсі з Нікарагуа та Сальвадором проти Гватемали та Гондурасу, оскільки гватемальський диктатор Хусто Руфіно Барріос намагався силоміць відродити Федеративну Республіку Центральної Америки. Сото довелось проводити підготовку до війни, втім конфлікт було вичерпано після смерті гватемальського диктатора, а армії Коста-Рики не довелося вступати в бій. Перед загрозою війни 5 квітня 1885 року було засновано костариканський Червоний Хрест.
У травні 1885 року, після двох місяців перебування Сото при владі, Конгрес Коста-Рики надав йому звання генерал-майора, найвищого в армії країни.
29 квітня 1885 року на прохання міністрів Карлоса Дурана Картіна та дона Мауро Фернандеса Акуньї було відкрито шпиталь Національного університету (нині Національна психіатрична лікарня) та було проведено лотерею для фінансування будівництва Великого національного музею. В той же період було реорганізовано поліцію та пресу, створено Головне управління телеграфів, збудовано дороги, а також схвалено текст нового Цивільного кодексу, що набрав чинності 1888 року.

### Президентство
До часів офіційного президентства Сото належить набуття чинності Цивільного кодексу 1888 року, Цивільно-процесуального кодексу того ж року та низки інших важливих законів.
У питаннях освіти міністр суспільної інформації Мауро Фернандес Акунья реалізував ліберальну реформу, щоб усунути вплив католицької церкви на освіту, зробивши школу світською. Університет Санто-Томас (єдиний на той момент у країні) було закрито 1888 року. Реформа початкової освіти була відображена в Законі про загальну освіту ще 1886 року.
За часів адміністрації Сото також відкрились Національний музей Коста-Рики (1887), Національна бібліотека (1888), Національний метеорологічний інститут (1888), Фізико-географічний інститут, Головне управління митниці (1889) та парк Морасан (1887).
У царині міжнародних відносин відбулось підписання Конвенції Есківеля-Романа з Нікарагуа, відповідно до якої було прийнято рішення передати в арбітраж суперечку щодо чинності Договору Каньяса-Хереса. Судовий процес завершився 1888 року на користь Коста-Рики.
1890 року Сото відкрив залізничне сполучення між Сан-Хосе і портом Лимон. Залізниця відкрила нові простори для господарського освоєння, утворились нові міста, такі як Турріальба та Гуапілес. Сото також вживав заходів, що сприяли кавовій галузі.
До завершення терміну повноважень Сото через поїздки за кордон і стан здоров'я тимчасово відійшов від справ, залишивши владу в розпорядженні свого батька, генерала Аполінара Сото Кесади, військового та морського міністра.

#### Політична криза 1889 року
1882 року генерал Томас Ґвардія Ґутьєррес успадкував владу від свого зятя та друга Просперо Фернандеса Ореамуно. Аналогічним чином 1885 року генерал Фернандес передав владу своєму зятю та другу Бернардо Сото. Окрім того, 1889 року генерал Сото спробував зробити своїм наступником власного партнера та друга Ассенсьйона Есківеля Ібарру шляхом передвиборчого шахрайства.
На прийдешніх президентських виборах Бернардо Сото підтримав кандидатуру Есківеля. Втім католицька церква, що зазнала збитків через правління лібералів, почала активний рух на підтримку колишнього голови Верховного суду Хосе Хоакіна Родрігеса Селедона з Демократичної конституційної партії, що виборола більшість голосів у першому турі виборів у листопаді 1889 року.
Спочатку Сото оголосив Асенсьйона Есківеля переможцем голосування, проте католицька церква закликала всіх жителів Коста-Рики виступити проти уряду. Перед народним тиском і небезпекою громадянської війни Сото 7 листопада вирішив відмовитись від влади та проголосив тимчасовим президентом Карлоса Дурана Картіна, який 8 травня 1890 року передав посаду голови держави Хосе Родрігесу Селедону, обраному на період 1890—1894 років. Відтоді 7 листопада відзначають як День костариканської демократії.

### Кандидат у президенти
1901 року, коли завершувався другий термін президента Рафаеля Іглесіаса Кастро, його політичні опоненти висунули кандидатуру Бернардо Сото, втім Іглесіас досягнув компромісу з опозицією, й президентом був обраний Асенсьйон Есківель.
1905 року Сото знову був кандидатом у президенти, однак після первинних виборів він і ще один кандидат, Максімо Фернандес Альварадо, відкликали свої кандидатури та підтримали Тобіаса Суньїгу Кастро, одного з колишніх міністрів в уряді Сото. Однак ще до виборів президент Есківель, жадаючи тріумфу офіційного кандидата Клето Гонсалеса Вікеса (також був міністром Сото), вигнав з країни Суньїгу, Фернандеса і Сото. Проте невдовзі вигнанцям дозволили повернутись.

### Подальша діяльність
Сото був членом комісії колишніх президентів Республіки, що розробила проєкт Конституції 1917 року. Комісію започаткував президент Федеріко Тіноко Ґранадос (1917—1919), але в цілому вона виявилась неефективною.
Сото помер у Сан-Хосе 28 січня 1931 року.